# (13089) 1992 PH2
A (13089) 1992 PH2 a Naprendszer kisbolygóövében található aszteroida. Henry E. Holt fedezte fel 1992. augusztus 2-án.